# Francia en la Copa Mundial de Fútbol Sub-20 de 2011
La Selección de Francia es uno de los 24 equipos participantes de la Copa Mundial de Fútbol Sub-20 de 2011, que se realiza en Colombia.
Llegó al Mundial luego de haber obtenido el título de campeón del Europeo Sub-19 de 2010 realizado en Francia.
En el sorteo realizado el 27 de abril en Cartagena de Indias la Selección de Colombia quedó emparejada en el Grupo A junto con Colombia, con quien debutará. Malí y Corea del Sur.

## Clasificación
Luego de la disputa del Grupo A, Francia culminó en la primera posición por lo que se clasificó para disputar la semifinal frente a Croacia a la que derrotó 2 a 1 avanzando a la final donde derrotó a la España por 2 a 1 obteniendo el campeonato.

### Grupo A
| Equipo       | Pts | PJ | PG | PE | PP | GF | GC | Dif |
| ------------ | --- | -- | -- | -- | -- | -- | -- | --- |
| Francia      | 7   | 3  | 2  | 1  | 0  | 10 | 2  | 8   |
| Inglaterra   | 4   | 3  | 1  | 1  | 1  | 4  | 4  | 0   |
| Austria      | 3   | 3  | 1  | 0  | 2  | 3  | 8  | -5  |
| Países Bajos | 3   | 3  | 1  | 0  | 2  | 2  | 5  | -3  |

| 18 de julio de 2010, 20:00 | Francia                                          | 4:1 (2:0) | Países Bajos | Stade Michel d'Ornano, Caen              |                                          |
|                            | Kakuta 20' · Bakambu 37' 90+3' · Indi 84' (a.g.) | Reporte   | Cabral 55'   | Árbitro(s): Vladislav Bezborodov (Rusia) | Árbitro(s): Vladislav Bezborodov (Rusia) |

| 21 de julio de 2010, 18:00 | Francia                                             | 5:0 (1:0) | Austria | Stade du Hazé, Flers                       |                                            |
|                            | Griezmann 19', 73' · Lacazette 66', 83' · Reale 80' | Reporte   |         | Árbitro(s): Alan Black (Irlanda del Norte) | Árbitro(s): Alan Black (Irlanda del Norte) |

| 24 de julio de 2010, 18:00 | Inglaterra             | 1:1 (0:0) | Francia   | Stade Louis Villemer, Saint-Lô     |                                    |
|                            | Matthew Phillips 90+3' | Reporte   | Tafer 56' | Árbitro(s): Stephan Studer (Suiza) | Árbitro(s): Stephan Studer (Suiza) |

### Semifinal
| 27 de julio de 2010, 19:00 | Francia                              | 2:1 (1:1) | Croacia         | Stade Michel-d'Ornano, Caen              |                                          |
|                            | Gaël Kakuta 37' · Cédric Bakambu 83' | Reporte   | Arijan Ademi 4' | Árbitro(s): Vladislav Bezborodov (Rusia) | Árbitro(s): Vladislav Bezborodov (Rusia) |

### Final
| 30 de julio de 2010, 19:00 | Francia                                   | 2:1 (0:1) | España             | Michel-d'Ornano, Caen              |                                    |
|                            | Gilles Sunu 49' · Alexandre Lacazette 85' |           | Rodrigo Moreno 19' | Árbitro(s): Stephan Studer (Suiza) | Árbitro(s): Stephan Studer (Suiza) |

## Jugadores
|       | Pierrick Cros          | Arquero          | 20               | 3                | 0                | Sochaux          |  |  |
|       | Benjamin Lecomte       | Arquero          | 20               | 2                | 0                | Lorient          |  |  |
|       | Jonathan Ligali        | Arquero          | 20               | 2                | 0                | Montpellier      |  |  |
|       |                        |                  |                  |                  |                  |                  |  |  |
|       | Lionel Carole          | Defensa          | 20               | 3                | 0                | Benfica          |  |  |
|       | Maxime Colin           | Defensa          | 19               | 5                | 0                | Boulogne         |  |  |
|       | Sébastien Faure        | Defensa          | 20               | 7                | 0                | Lyon             |  |  |
|       | Timothée Kolodziejczak | Defensa          | 19               | 5                | 0                | Lyon             |  |  |
|       | Kalidou Koulibaly      | Defensa          | 20               | 4                | 0                | Metz             |  |  |
|       | Florian Lejeune        | Defensa          | 20               | 5                | 1                | Istres           |  |  |
|       | Chris Mavinga          | Defensa          | 20               | 4                | 0                | KRC Genk         |  |  |
|       | Loïc Nego              | Defensa          | 20               | 5                | 0                | Nantes           |  |  |
|       |                        |                  |                  |                  |                  |                  |  |  |
|       | Francis Coquelin       | Mediocampista    | 20               | 5                | 0                | Arsenal          |  |  |
|       | Gueïda Fofana          | Mediocampista    | 19               | 5                | 0                | Le Havre         |  |  |
|       | Clément Grenier        | Mediocampista    | 20               | 4                | 2                | Lyon             |  |  |
|       | Antoine Griezmann      | Mediocampista    | 19               | 1                | 0                | Real Sociedad    |  |  |
|       | Gaël Kakuta            | Mediocampista    | 20               | 4                | 0                | Chelsea          |  |  |
|       | Enzo Reale             | Mediocampista    | 19               | 7                | 0                | Lyon             |  |  |
|       |                        |                  |                  |                  |                  |                  |  |  |
|       | Cédric Bakambu         | Mediocampista    | 20               | 7                | 2                | Sochaux          |  |  |
|       | Alexandre Lacazette    | Delantero        | 20               | 5                | 4                | Lyon             |  |  |
|       | Gilles Sunu            | Delantero        | 20               | 7                | 2                | Lorient          |  |  |
|       | Yannis Tafer           | Delantero        | 20               | 10               | 3                | Toulouse         |  |  |
|       |                        |                  |                  |                  |                  |                  |  |  |
| D. T. | Francis Smerecki       | Francis Smerecki | Francis Smerecki | Francis Smerecki | Francis Smerecki | Francis Smerecki |  |  |

## Participación

### Grupo A
| Equipo        | Pts | PJ | PG | PE | PP | GF | GC | Dif |
| ------------- | --- | -- | -- | -- | -- | -- | -- | --- |
| Colombia      | 9   | 3  | 3  | 0  | 0  | 7  | 1  | 6   |
| Francia       | 6   | 3  | 2  | 0  | 1  | 6  | 5  | 1   |
| Corea del Sur | 3   | 3  | 1  | 0  | 2  | 3  | 5  | -2  |
| Malí          | 0   | 3  | 0  | 0  | 2  | 0  | 4  | -4  |

| 30 de julio de 2011, 20:00             | Colombia                                          | 4:1 (1:1) | Francia  | Estadio Nemesio Camacho El Campín, Bogotá                                 |                                                                           |
|                                        | Rodríguez 30' (pen.) · Muriel 48' 66' · Arias 64' | Reporte   | Sunu 21' | Asistencia: 31.563 espectadores Árbitro(s): Peter O'Leary (Nueva Zelanda) | Asistencia: 31.563 espectadores Árbitro(s): Peter O'Leary (Nueva Zelanda) |
| Inicio retrasado 1 hora por mal clima. |                                                   |           |          |                                                                           |                                                                           |

| 2 de agosto de 2011, 17:00 | Francia                                 | 3:1 (1:0) | Corea del Sur    | Estadio Nemesio Camacho El Campín, Bogotá                          |                                                                    |
|                            | Sunu 27' · Fofana 81' · Lacazette 90+1' | Reporte   | Kim Young-uk 59' | Asistencia: 33.158 espectadores Árbitro(s): Wilson Seneme (Brasil) | Asistencia: 33.158 espectadores Árbitro(s): Wilson Seneme (Brasil) |

| 5 de agosto de 2011, 20:00 | Francia                     | 2:0 (0:0) | Malí | Estadio Olímpico Pascual Guerrero, Cali                             |                                                                     |
|                            | Bakambu 70' · Lacazette 77' | Reporte   |      | Asistencia: 31328 espectadores Árbitro(s): Antonio Arias (Paraguay) | Asistencia: 31328 espectadores Árbitro(s): Antonio Arias (Paraguay) |

#### Octavos de final
| 10 de agosto de 2011, 20:00                                                         | Francia       | 1:0 (0:0) | Ecuador | Estadio Olímpico Jaime Morón León, Cartagena                             |                                                                          |
|                                                                                     | Griezmann 75' | Reporte   |         | Asistencia: 15.958 espectadores Árbitro(s): Kim Dong-jin (Corea del Sur) | Asistencia: 15.958 espectadores Árbitro(s): Kim Dong-jin (Corea del Sur) |
| Partido suspendido por corte eléctrico a los 27' de juego con una duración de 9'30. |               |           |         |                                                                          |                                                                          |

#### Cuartos de final
| 14 de agosto de 2011, 15:00 | Francia                          | 3:3 (1:1, 0:0) | Nigeria          | Estadio Olímpico Pascual Guerrero, Cali                             |                                                                     |
|                             | Lacazette 50' 104' · Fofana 102' | Reporte        | Ejike 90+3' 111' | Asistencia: 33.007 espectadores Árbitro(s): Darío Ubriaco (Uruguay) | Asistencia: 33.007 espectadores Árbitro(s): Darío Ubriaco (Uruguay) |

#### Semifinales
| 17 de agosto de 2011, 17:00 | Francia | 0:2 (0:2) | Portugal                        | Estadio Atanasio Girardot, Medellín                                |                                                                    |
|                             |         | Reporte   | Danilo 9' · Oliveira 40' (pen.) | Asistencia: 40.598 espectadores Árbitro(s): Cüneyt Çakır (Turquía) | Asistencia: 40.598 espectadores Árbitro(s): Cüneyt Çakır (Turquía) |

#### Final
| 20 de agosto de 2011, 20:00 | Brasil | vs. | Portugal | Estadio Nemesio Camacho El Campín, Bogotá |  |